# Carl August Kronlund
Carl August Kronlund (* 25. August 1865 in Skövde; † 15. August 1937 in Stockholm) war ein schwedischer Curler.
Kronlund spielte in der schwedischen Mannschaft bei den I. Olympischen Winterspielen 1924 in Chamonix im Curling. Die Mannschaft gewann die olympische Silbermedaille. Mit 58 Jahre und 155 Tagen beim Medaillengewinn ist Kronlund nicht nur der älteste Medaillengewinner bei Olympischen Winterspielen, sondern auch der älteste Teilnehmer überhaupt.

## Erfolge
- 2. Platz Olympische Winterspiele 1924